# Erebia pseudomurina
Erebia pseudomurina är en fjärilsart som beskrevs av De Lesse 1956. Erebia pseudomurina ingår i släktet Erebia och familjen praktfjärilar. Inga underarter finns listade i Catalogue of Life.